# Boży dar – 14 dni
Boży dar – 14 dni także God's Gift (kor. 신의 선물 – 14일 Sinui Sunmul – 14il) – 16-odcinkowy południowokoreański serial telewizyjny, którego scenariusz napisała Choi Ran. Główne role odgrywają w nim Lee Bo-young, Cho Seung-woo, Kim Tae-woo, Jung Gyu-woon oraz Kim Yoo-bin. Nadawany był na kanale SBS od 3 marca do 22 kwietnia 2014 roku w poniedziałki i wtorki.
W Polsce udostępniony za pośrednictwem platform Viki oraz YouTube.

## Fabuła
Pewnego dnia córka Kim Soo-hyun, Han Saet-byul, zostaje porwana i zamordowana. Soo-hyun cofa się w czasie czternaście dni przed zabójstwem córki i za wszelką cenę pragnie zapobiec jej śmierci.

## Obsada
- Lee Bo-young jako Kim Soo-hyun[2][3]
- Cho Seung-woo jako Ki Dong-chan[4]
- Kim Tae-woo jako Han Ji-hoon[4]
- Jung Gyu-woon jako Hyun Woo-jin[4]
- Kim Yoo-bin jako Han Saet-byul, córka Soo-hyun[5]
- Baro jako Ki Young-gyu[6][7][8]
- Han Sunhwa jako Jenny[6][8]

### Postaci drugoplanowe
- Park Hye-sook jako Jang Mi-soon, matka Soo-hyun
- Kim Jin-hee jako Joo Min-ah
- Jung Hye-sun jako Lee Soon-nyeo, matka Dong-chana i Dong-ho.
- Jung Eun-pyo jako Ki Dong-ho, brat Dong-chana, ojciec Young-gyu
- Shin Goo jako Choo Byeong-woo, biznesmen udający bezdomnego
- Ahn Se-ha jako Na Ho-gook, kolega Dong-chana z policji
- Yeon Jae-wook jako Wang Byeong-tae, haker współpracujący z Dong-chanem
- Kang Shin-il jako Kim Nam-joon, prezydent Korei Południowej
- Joo Jin-mo jako Lee Myeong-han, szef sztabu
- Ye Soo-jung jako Park Ji-young, pierwsza dama
- No Min-woo jako Theo, lider grupy Snake[9]
- Oh Tae-kyung
- Im Ji-kyu jako Ryu Jin-woo
- Kim Min-chan jako kolega Soo-hyuna ze studiów (odcinki 1)
- Lee Yeon-kyung jako właściciel Destiny Cafe (odcinki 1)
- Kim Il-joong jako prezenter telewizyjny (odcinki 1–2)
- Lee Seung-hyung jako dyrektor telewizji/reżyser (odcinki 1–2)
- Joo Ho as Kim Joon-seo, syn prezydenta (odcinek 2)
- Kang Sung-jin jako Cha Bong-sub, seryjny morderca (odcinki 3–6)
- Kwak Jung-wook jako Han Ki-tae (odcinki 5–6)
- Kang Byul jako dziewczyna Ki-tae (odcinek 6)
- Choi Min-chul
- Oh Tae-kyung
- Lee Si-won jako Lee Soo-jung

## Ścieżka dźwiękowa
| 신의 선물 – 14일 OST | 신의 선물 – 14일 OST                                               | 신의 선물 – 14일 OST    | 신의 선물 – 14일 OST |
| Nr                   | Tytuł utworu                                                       | Wykonawca               | Długość              |
| -------------------- | ------------------------------------------------------------------ | ----------------------- | -------------------- |
| 1.                   | „If Only I Can Go to You” (너에게 갈 수 있다면)                    | Song Jieun              | 4:13                 |
| 2.                   | „If Only I Can Go to You (Inst.)” (너에게 갈 수 있다면 (Inst.))    |                         | 4:13                 |
| 3.                   | „If It Were Me” (나라면)                                           | Yang Jiwon (Spica)      | 4:12                 |
| 4.                   | „If It Were Me (Inst.)” (나라면 (Inst.))                           |                         | 4:12                 |
| 5.                   | „Because It Hurts” (아파서)                                        | Sandeul (B1A4)          | 3:44                 |
| 6.                   | „Because It Hurts (Inst.)” (아파서 (Inst.))                        |                         | 3:44                 |
| 7.                   | „Spring Flower” (봄날의 꽃)                                        | Kim Joo-hoon (Remember) |                      |
| 8.                   | „Spring Flower (Inst.)” (봄날의 꽃 (Inst.))                        |                         |                      |
| 9.                   | „운명에 대하여...”                                                 | różni artyści           |                      |
| 10.                  | „God's Gift – 14 Days (Main Theme)” (신의 선물 -14일 (Main Theme)) | różni artyści           |                      |
| 11.                  | „오래전 기억”                                                      | różni artyści           |                      |
| 12.                  | „묻지마 써포터즈”                                                  | różni artyści           |                      |
| 13.                  | „Sad Fate” (슬픈 운명)                                             | różni artyści           |                      |
| 14.                  | „헤파이토스”                                                       | różni artyści           |                      |
| 15.                  | „Lonely Memory (Dong-chan's Theme)” (Lonely Memory (동찬의 테마))  | różni artyści           |                      |
| 16.                  | „운명의 시작”                                                      | różni artyści           |                      |
| 17.                  | „절망의 슬픔”                                                      | różni artyści           |                      |
| 18.                  | „뒤바뀐 운명”                                                      | różni artyści           |                      |
| 19.                  | „따스한 미소”                                                      | różni artyści           |                      |
| 20.                  | „식구끼리 이러는 거 아니야”                                        | różni artyści           |                      |
| 21.                  | „그림자 찾기”                                                      | różni artyści           |                      |
| 22.                  | „Time Warp”                                                        | różni artyści           |                      |
| 23.                  | „잃어버린 시간”                                                    | różni artyści           |                      |
| 24.                  | „Shadow” (그림자)                                                  | różni artyści           |                      |
| 25.                  | „절망의 시간”                                                      | różni artyści           |                      |
| 26.                  | „딱지치기”                                                         | różni artyści           |                      |
| 27.                  | „쿨한 남자”                                                        | różni artyści           |                      |
| 28.                  | „숨소리”                                                           | różni artyści           |                      |
| 29.                  | „어른들의 동화”                                                    | różni artyści           |                      |

## Emisja na świecie
Serial emitowany był w Tajlandii na kanale PPTV od 7 października 2014 roku pod tytułem Sibsee Wan Sawan Kamnod ("14 วัน สวรรค์กำหนด").
W Polsce serial dostępny jest z polskimi napisami za pośrednictwem platformy Viki pod tytułem Boży dar – 14 dni. Ponadto serial został w Polsce udostępniony pod tytułem God's Gift z angielskimi napisami przez SBS za pośrednictwem YouTube.

## Remake
W 2016 roku ABC ogłosiło powstawanie 10-odcinkowego serialu będącego amerykańskim remakiem Boży dar – 14 dni. Remake został zatytułowany Gdzieś pomiędzy (ang. Somewhere Between). Producentem wykonawczym serialu i scenarzystą został Stephen Tolkin. Główne role odgrywają Paula Patton, Devon Sawa i J.R. Bourne.
Serial miał swoją premierę 24 lipca 2017 roku na kanale ABC, natomiast w Polsce serial został udostępniony od 28 września 2018 roku przez Netflix.